# エリー (象)
エリー（1935年頃 - 1945年4月27日）は、熊本市動植物園で飼育されていたメスのインドゾウである。このゾウは、第2次世界大戦中に、軍の命令で感電死させられた。

## 生涯
1929年7月に開園した熊本市動植物園は、9月にオスのインドゾウ「メリー」を購入した。メリーは当時7歳で、すぐに子供たちの人気を集めることになった。しかし、メリーは1937年10月に病死してしまった。
1938年3月5日、前年に死亡したメリーに代わってメスのインドゾウが熊本市動植物園に来園した。当時3歳のこのゾウは、「エリー」と名づけられた。担当の飼育係は家族と一緒にゾウ飼育舎の隣に住み込み、エリーを家族同様に飼育した。エリーは飼育係にお座りやご挨拶などの芸を仕込まれ、動植物園を訪れる人々の人気者となった。
日中戦争の勃発後、動物たちの食糧事情が逼迫し始め、1941年には太平洋戦争に突入した。1943年には上野動物園で猛獣の処分が行われた。処分された動物には、ゾウのジョン、トンキー、ワンリー（花子）が含まれていた。熊本市動植物園では、園内にウサギの飼育場を作って動物たちの食糧の自給を試みようとしていた。しかし、同年12月には熊本市動植物園でも軍の命令によって猛獣たちを翌年1月から処分することに決められた。熊本市動植物園では当時の園長や飼育係たちが銃殺や毒殺以外の方法を模索した結果、感電死させることになった。そして1月から秋頃までに、トラ、ライオン、クマ、オオカミなど9種15頭の動物が殺された。
園長や飼育係たちは、ニシキヘビ、カバ、ゾウは猛獣ではないと訴え、これらの動物たちは一度は難を逃れたかと思われた。1945年1月7日にカバが栄養失調と寒さが原因となって死亡し、ニシキヘビも暖房の燃料不足によって凍死してしまった。3月には動物園の敷地の一部が陸軍の第6師団に接収されることが決まり、同月の末日に熊本市動植物園は閉鎖された。
4月に入ると、軍の将校が「市からゾウを貰い受けて、軍で使役するために引き取る」と園に通告した。園側がゾウの取り扱いの危険性を説明すると、将校は一旦部隊に戻っていった。その後将校は再び園にやってきて、「殺して軍の食糧にする」と宣告した。
4月27日、ゾウの飼育舎の周囲を銃を構えた兵隊たちが取り囲んだ。殺処分には軍の司令官、園長、ゾウの飼育係の一家が立ち会った。当初は飼育舎のプールに高圧の電流を流す予定だったが、エリーは怯えて泣き叫び、プールへ入らなかった。やむを得ず飼育係が、エリーの大好物だったサツマイモを金属の棒の先に括りつけ、エリーが口にしたそのときに電流が流された。
エリーはプール内で解体され、側溝は流れ出る血で赤く染まった。エリーの飼育係を務めていた男性は5年後に人事異動で熊本市交通局に転勤すると、熊本市動植物園には孫の頼みで1度訪れただけで、話題にすることも避けていたという。
エリーの遺骨は、終戦後50年経った1995年に熊本市動植物園に帰ってきた。エリーの体が軍に引き取られた後、ある男性が軍から家畜の飼料用として払い下げられた部分のうち、頭部を庭に埋葬していた。男性は1950年に自宅が区画整理の対象となった際に、庭からエリーの下顎の骨と臼歯を掘り出した。後に男性の義弟が、戦後50年を期にその骨を熊本市動植物園に寄贈した。遺骨は、園内の動物資料館内にある「象のエリー」のコーナーに、当時の資料などと共に展示されている。
2025年5月、戦前のエリーの映像が熊本県天草市の本渡歴史民俗資料館に保存されていたことが熊本日日新聞の記事で紹介された。映像の発掘余話が映像とともにブログで紹介されている。